# わるきー (曲)
『わるきー』 とはNMB48の4thシングル「ナギイチ劇場盤」に収録されている渡辺美優紀のソロ楽曲のタイトル。

## 作品構成
- 歌手：渡辺美優紀(NMB48)
- 作詞：秋元康
- 作曲：小川コータ
- 編曲者：野中“まさ”雄一

ポップでキャッチーなアイドルらしい楽曲とアレンジ。詞は男性の肉体に不思議を感じる少女の心をうたっている。

## カバー曲として
定番ソロ曲として、ライブでよくカバーされる。
- 山本彩 [2]
- 小嶋真子　まこきー
- 小嶋陽菜　わるにゃん
- 柏木由紀　わるりん
- 宮脇咲良　みやわきー
- 田名部生来
- 日下このみ
- 薮下柊 くそがきー
- 岩佐美咲
- 中井りか　わる姫ー（ライブDVD『NGT48 1st Anniversary』[注 1]に収録）
- 岡田奈々　ななきー
- 川上礼奈  わるぴょん[4]
- 木下百花　ももきー
- 白間美瑠　わるるん[5]
- 矢作萌夏　もえきー
- 吉田朱里　わるりん[6]
- 梅山恋和　わるここ[7]
- 村瀬紗英　わるぴぃ
- 横野すみれ　わるすー
- 太田夢莉
- 小栗有以　ゆいきー
- 大盛真歩  まほきー[8]
- 山内鈴蘭  すずきー[9]
- チームBII全員バージョン
- ドゥードゥー（陳怡馨）
- 本間日陽　わるたん
- 須田亜香里[10]
- ミュージック（Praewa Suthamphong） みゅーじっきー[11]
- 矢吹奈子 やぶきー

メンバー人気も高く、田中美久もカラオケで歌っている動画をあげていた。